# Anthering
Anthering – gmina w Austrii, w kraju związkowym Salzburg, w powiecie Salzburg-Umgebung. Według Austriackiego Urzędu Statystycznego liczyła 3674 mieszkańców (1 stycznia 2015).